# Sphaerorrhiza sarmentiana
Sphaerorrhiza sarmentiana là một loài thực vật có hoa trong họ Tai voi. Loài này được (Gardner ex Hook.) Roalson & Boggan mô tả khoa học đầu tiên năm 2005.